# Antoine Lebel

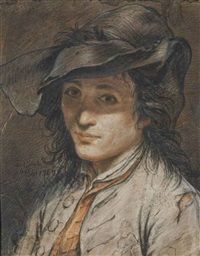
Antoine Lebel: Porträt eines Mannes mit Hut

Antoine Lebel, auch Antoine Le Bel (* 1705 im Hameau Montrot bei Arc-en-Barrois; † 8. März 1793 in Paris) war ein französischer Maler, Pastellist und Graveur.

## Leben
Antoine Le Bel wurde 1705 im Hameau Montrot von Arc-en-Barrois als Sohn einer ortsansässigen Familie geboren. Schon in jungen Jahren zog es ihn nach Paris, wo er seine künstlerische Ausbildung fortsetzte. Er war Schüler von François Boucher, bevor er sich auf Landschaftsmalerei spezialisierte. Am 29. Januar 1746 wurde er in die Académie royale de peinture et de sculpture aufgenommen, nach der Präsentation seines Werkes Soleil couchant ou Vue des environs de Dieppe, das sich heute im Musée des Beaux-Arts in Caen befindet. Zwischen 1747 und 1769 stellte er regelmäßig im Pariser Salon aus. Darüber hinaus fertigte er ab 1757 Pastellporträts und Stillleben an und schuf mehrere Radierungen in Aquatinta. Zu seinen Schülern zählte Jacques Dumont (1701–1781). Antoine Lebel starb 1793 in Paris.

## Werk

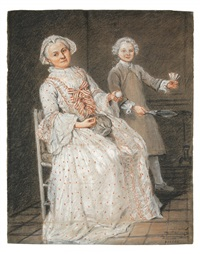
Antoine Lebel: Jeune homme au volant et sa gouvernante (1746)

Antoine Lebel war besonders für seine landschaftlichen Genreszenen und Marinen bekannt, in denen sein Stil deutlich von Claude Lorrain beeinflusst ist. Seine Pastellporträts waren vergleichsweise selten, dafür aber subtil in Detail und Ausdruck. Die von ihm geschaffenen Stillleben zeigten seine Vielseitigkeit als Künstler, während seine Radierungen sein Festhalten am klassischen handwerklichen Anteil der Kunst dokumentieren. Mit seiner Aufnahme in die Académie etablierte er sich als anerkannter Vertreter der französischen Landschaftsmalerei des 18. Jahrhunderts.